# Nguyễn Đình Chiến
Giáo sư, Tiến sĩ Nguyễn Đình Chiến (sinh năm 1954) là một sĩ quan cấp cao trong Quân đội nhân dân Việt Nam, hàm Trung tướng, nguyên Viện trưởng Viện Chiến lược Quốc phòng (Việt Nam) (2012-2014).

## Thân thế và sự nghiệp
Trước năm 2004, Ông là Giảng viên, Phó Giám đốc Học viện Kỹ thuật Quân sự, hàm Đại tá, Giáo sư, Tiến sĩ ngành Kỹ thuật Thông tin liên lạc quân sự
- 2004 - 2/2007, Bổ nhiệm giữ chức Phó tư lệnh Bộ Tư lệnh Thủ đô Hà Nội hàm Thiếu tướng.
- 3/2007 - 2012, Bổ nhiệm giữ chức Phó Viện trưởng Viện Chiến lược Quốc phòng (Việt Nam).
- 2012 - 2014, Bổ nhiệm giữ chức Viện trưởng Viện Chiến lược Quốc phòng (Việt Nam). hàm Trung tướng.
- 2014 ông nghỉ chờ hưu.

Thiếu tướng (2.2006) Trung tướng (2012)